# Cuatro Cañadas
Cuatro Cañadas es una pequeña ciudad y municipio de Bolivia, ubicado en la provincia Ñuflo de Chaves, en el departamento de Santa Cruz. La localidad se encuentra distante 101 km al noreste de la ciudad de Santa Cruz de la Sierra, la capital departamental.
Cuatro Cañadas fue creado como municipio el 28 de enero de 2002, durante la presidencia de Jorge Quiroga, después que se separó del municipio de San Julián. Se encuentra a 120 km y a 2 horas de la capital departamental Santa Cruz de la Sierra y actualmente (2017) cuenta con 36 comunidades. El municipio tiene una superficie de 4.574 km², y cuenta con una población de 22.845 habitantes (según el Censo INE 2012).
Referente a las vías de acceso, se encuentra sobre la ruta alternativa de Santa Cruz de la Sierra – San Ignacio de Velasco en proyecto de pavimentación.
Hay una población nueva que está ubicada sobre la carretera asfaltada, en la zona llamada Tierras Bajas del Este.
También tiene fuerte producción agrícola, principalmente la soya, girasol, trigo, sorgo, y posee algo de ganadería.

## Geografía
El municipio de Cuatro Cañadas se ubica en el sur de la provincia Ñuflo de Chaves, al centro del departamento de Santa Cruz. Limita al norte con los municipios de Concepción, San Julián y San Antonio de Lomerío, al oeste con el municipio de Okinawa Uno de la provincia Warnes, al suroeste con el municipio de Santa Cruz de la Sierra de la provincia Andrés Ibáñez, al sur con el municipio de Pailón de la provincia Chiquitos, y al este con el municipio de San Miguel de Velasco de la provincia Velasco.
La topografía del municipio es predominantemente plana con algunas pendientes cerca de los ríos, teniendo una altitud promedio de 235 m s. n. m.

## Demografía
De acuerdo con el censo boliviano de 2024, la población del municipio de Cuatro Cañadas es de 25 260 habitantes.
La población del municipio ha aumentado aproximadamente dos veces y media en las últimas dos décadas:
| Año  | Habitantes (municipio) | Habitantes (localidad) | Fuente     |
| ---- | ---------------------- | ---------------------- | ---------- |
| 1992 | 9.210                  | 841                    | Censo 1992 |
| 2001 | 17.574                 | 5.182                  | Censo 2001 |
| 2012 | 22.845                 | 8.195                  | Censo 2012 |
| 2024 | 25.260                 |                        | Censo 2024 |

## Transporte
Cuatro Cañadas se ubica a 101 kilómetros por carretera al noreste de Santa Cruz de la Sierra, la capital departamental.
Desde Santa Cruz, la carretera pavimentada Ruta 4/Ruta 9 recorre hacia el este vía Cotoca hasta Puerto Pailas, cruza el río Grande y se bifurca 14 kilómetros después en Pailón. Cuatro Cañadas está sobre la Ruta 9, 48 kilómetros al norte de Pailón. Hacia el oeste, Cuatro Cañadas se conecta con la localidad de Okinawa Uno y más allá con la ciudad de Montero mediante la Ruta 10, que incluye el cruce por el Puente Banegas sobre el río Grande.